# یوبای‌کولوو
یوبای‌کولوو (انگلیسی: Yubaykulevo) یک شهرک در شهرستان میشکینسکی استان باشقیرستان کشور روسیه است.